# Mikołaj Fedorowicz-Jackowski
Mikołaj Fedorowicz-Jackowski herbu Ogiński (Brama) (ur. 1837, zm. 29 czerwca 1909 w Schodnicy) – polski przemysłowiec działający w branży naftowej.
Studiował prawo na Uniwersytecie we Lwowie, był doktorem prawa i filozofii. Początkowo pracował jako referent w kancelarii adwokata Franciszka Smolki, ale zainteresowany wydobyciem ropy naftowej w okolicach Gorlic wyjechał ze Lwowa. Po poślubieniu Izydory ze Skorochowskich zamieszkał w Ropie, w 1856 razem z Feliksem Skorochowskim założył tam pierwszą kopalnię ropy naftowej, w 1859 powstała tam również rafineria. Uczestniczył w powstaniu styczniowym, zasiadał w Rządzie Narodowym. W późniejszym czasie był posłem w sejmie austriackim. W 1877 należał do grona założycieli Krajowego Towarzystwa Naftowego, początkowo był członkiem zwyczajnym a następnie honorowym. Od 1880 był dyrektorem naczelnym w przedsiębiorstwie naftowym Stanisława Szczepanowskiego, ponadto prowadził samodzielne badania geologiczne poszukując nowych miejsc wydobycia. W 1882 z jego pomysłu powstało czasopismo techniczne "Górnik", ukazywało się przez cztery lata. Dwa lata później został współinicjatorem powstania i wprowadzenia pierwszej na świecie krajowej ustawy naftowej. W 1885 Mikołaj Fedorowicz-Jackowski, Adam Zaremba-Skrzyński, Stanisław Szczepanowski i Wiktor Klobassa-Zrencki zrzeszeni w Krajowym Towarzystwie Naftowym sfinansowali założenie przez Zenona Suszyckiego Praktycznej Szkoły Wiercenia Kanadyjskiego w Ropiance k. Dukli. Dwa lata później firma Stanisława Szczepanowskiego zbankrutowała, Mikołaj Fedorowicz został wówczas kierownikiem kopalni w pobliżu Schodnicy. Pod koniec XIX wieku Fedorowicz należał w Borysławiu do czołówki wpływowych przedsiębiorców naftowych. Zmarł nagle w Schodnicy i tam został pochowany.